# حق المقاومة
الحق في المقاومة هو حق إنساني معترف به عالميا تقريبًا، على الرغم من أن نطاقه ومحتواه مثير للجدل. يمكن أن يأخذ الحق في المقاومة، اعتمادًا على كيفية تعريفه، شكل عصيان مدني أو مقاومة مسلحة ضد حكومة استبدادية أو احتلال أجنبي؛ أما ما إذا كان يمتد أيضًا إلى حكومات غير مستبدة فذلك الأمر ما يزال محل خلاف. ورغم أن هيرش لوترباخت، وهو أحد أبرز الحقوقيين، دعا الحق في المقاومة بأنه أسمى حقوق الإنسان، فإن موقع هذا الحق في القانون الدولي لحقوق الإنسان ضعيف ونادرًا ما يناقش. ويعترف إثنان وأربعون بلدًا صراحة بالحق الدستوري في المقاومة، كما يعترف به الميثاق الأفريقي لحقوق الإنسان والشعوب.

## التاريخ
بحسب الفيلسوف هاينر بيلفلت، فإن «مسألة شرعية المقاومة - بما في ذلك المقاومة العنيفة - ضد السلطة الراسخة قديمة قدم الفكر السياسي والاجتماعي نفسه». وقد تم ترميز الحق في المقاومة في الصيغ الأولى للقانون الدولي وفي طائفة متنوعة من التقاليد الفلسفية. يمكن العثور على دعم الحق في المقاومة في العقيدة اليونانية القديمة المتمثلة في قتل الطاغية والمدرجة في القانون الروماني، وفي الكتاب المقدس العبري، وفي الجهاد في العالم الإسلامي، وفي انتداب السماء في الفلسفة السياسية الصينية الحاكمة، والتقاليد الشفهية في أفريقيا جنوب الصحراء الكبرى. من الناحية التاريخية، ميز المفكرون الغربيون بين المستبدين والطغاة، ولم يأذنوا بالمقاومة إلا ضدهم لأن هؤلاء الحكام انتهكوا الحقوق الأساسية بالإضافة إلى افتقارهم إلى الشرعية الشعبية. رفض عدد قليل من المفكرين بما في ذلك كانط وهوبز تمامًا وجود حق المقاومة. قبلها جون لوك فقط لحماية الممتلكات. تختلف الآراء حول ما إذا كان الحق في المقاومة يتجاوز استعادة الوضع الراهن أو الدفاع عن النظام الدستوري. ذهب الماركسيون أبعد من أدباء الثورة الفرنسية في دعم المقاومة لتغيير النظام القائم؛ قال ماو تسي تونغ إنه «من الصواب التمرد ضد الرجعيين».
ورغم أن هيرش لوترباخت، وهو أحد أبرز الحقوقيين، دعا الحق في المقاومة بأنه أسمى حقوق الإنسان، فإن موقع هذا الحق في القانون الدولي لحقوق الإنسان ضعيف ونادرًا ما يناقش. تستثني تعليمات «المقرر الخاص المعني بالمدافعين عن حقوق الإنسان» التابع للأمم المتحدة أي شخص لا يستخدم الوسائل السلمية حصرًا، بغض النظر عن خطورة انتهاك الحقوق. ووفقًا لشانونبروك ميرفي، فإن عدم احترام الحق في المقاومة يتعارض مع حقيقة أن الأمم المتحدة نفسها وهيكل حقوق الإنسان بأكمله قد لا يكونا موجودين إذا لم يلجأ مؤيدوهما إلى استخدام القوة ضد قوى المحور. وعلاوة على ذلك، يجادل ميرفي بأن هذه القاعدة غير منصفة للمدافعين عن حقوق الإنسان في أسوأ الحالات وأن أثرها «أدى إلى وضع فاسد يتخلى فيه القانون الدولي لحقوق الإنسان فعليًا عن غالبية الأشخاص الذين يواجهون انتهاكات جسيمة أو واسعة النطاق لحقوق الإنسان». في عام 1964، دافع نيلسون مانديلا عن اللجوء إلى العنف في الكفاح ضد الفصل العنصري، في خطابه «أنا مستعد للموت». ووفقًا للفيلسوف السياسي غويليم ديفيد بلانت، فإن «الحق في المقاومة جزء ضروري من المفهوم السياسي لحقوق الإنسان». وبدونه، لن تكون الحقوق سوى امتيازات، ولكن الحق في المقاومة يوفر «علاجًا نهائيًا لانتهاكات حقوق الإنسان».

## المقاومة ضد الإرهاب
وكثيراً ما أثارت حركات التحرر الوطني التي تستخدم العنف، كما حدث في الجزائر وفلسطين وأيرلندا، ردود فعل متباينة، بين إدانتها باعتبارها إرهاباً والتأكيد على أن القوة ضرورية في بعض الأحيان لمقاومة القمع. كتب المنظر السياسي كريستوفر فينلي كتابًا يعتمد على نظرية الحرب العادلة، موضحًا متى يعتقد أن المقاومة المسلحة مبررة.
ومن الأمثلة المحددة على ذلك الحق الفلسطيني في مقاومة الاحتلال الإسرائيلي للأراضي الفلسطينية، وهو ما تنفيه إسرائيل.